# Christofer Berckhan
Christofer Berckhan Ramirez (México; 26 de noviembre de 1992) es un piloto de automovilismo alemán-mexicano. En 2014 corrió en la Porsche Carrera Cup Germany, en la Porsche Supercup y en la 2014 Porsche GT3 Cup Challenge Central Europe.

## Resumen de carrera
| Temporada | Categoría                                          | Equipo                           | Carreras | Victorias | Poles | VR | Podios | Puntos | Pos. |
| --------- | -------------------------------------------------- | -------------------------------- | -------- | --------- | ----- | -- | ------ | ------ | ---- |
| 2009      | Turismos de Resistencia México - GTT               | Rey Car Racing Team              | 6        | 0         | 0     | 0  | 0      | 170    | 4.º  |
| 2010      | 24 Horas de México                                 |                                  | 1        | 1         | ?     | ?  | 1      | 0      | 1.º  |
| 2010      | Turismos de Resistencia México - GTT               | Galland/AST Racing               | 6        | 3         | ?     | ?  | 4      | 270    | 1.º  |
| 2010      | LATAM Challenge Series                             | Re Racing                        | 13       | 0         | 0     | 0  | 0      | 78     | 10.° |
| 2011      | 24 Horas de México                                 | Volkswagen Motorsport            | 1        | 0         | ?     | ?  | 0      | 0      | 5.º  |
| 2011      | LATAM Challenge Series                             | Re Racing                        | 16       | 1         | 0     | 0  | 7      | 194    | 2.º  |
| 2012      | LATAM Challenge Series                             | Re Racing                        | 2        | 0         | 0     | 0  | 0      | 0      | 19.º |
| 2012      | Volkswagen Scirocco R Cup Germany                  |                                  | 10       | 0         | 0     | 0  | 0      | 160    | 13.º |
| 2013      | Porsche GT3 Cup Challenge Central Europe           | Lucas Motorsport                 | 12       | 8         | ?     | ?  | 11     | 220    | 1.º  |
| 2014      | Porsche GT3 Cup Challenge Central Europe - Overall | Förch Racing by Lukas Motorsport | 2        | 1         | 3     | 2  | 1      | 0      | NC   |
| 2014      | Porsche Supercup                                   | Förch Racing by Lukas Motorsport | 2        | 0         | 0     | 0  | 0      | 0      | NC   |
| 2014      | Porsche Carrera Cup Germany                        | Förch Racing by Lukas Motorsport | 17       | 0         | 0     | 0  | 0      | 8      | 26.º |
| Fuente:   |                                                    |                                  |          |           |       |    |        |        |      |